# شاول بن عنان
شاول بن عنان (بالعبرية: שאול בן ענן) هو حاخام يهودي، وزعيم اليهودية القرائية في القرن الثامن الميلادي. وهو ابن وخليفة عنان بن داود. ويلقبه القرائون بالأمير ورأس الجالوت. كان نشاط شاول غير مؤثر بالنسبة لأبيه ولكن نسله الأكثر شهرة.
توفي شاول حوالي سنة 780 م، خلفه ابنه يهوشافاط.